# Делфтский фаянс
Де́лфтский фая́нс (нидерл. Delfts blauw — делфтский синий, англ. Delftware — делфтский товар) — «знаменитые изделия, составившие славу искусства керамики на севере Европы до открытия европейского фарфора в начале XVIII века». Фаянсовыми называют изделия, имеющие плотный мелкопористый черепок из белой или сероватой глины, покрытые опаковой (непрозрачной, обычно оловянной) глазурью. Делфтские изделия расписывали окисью кобальта, дающей после обжига ярко-синий цвет, в подражание особо ценимому в то время китайскому фарфору периода Мин, с последующим покрытием прозрачной свинцовой глазурью (подглазурный способ). Отсюда нидерландское название таких изделий: «делфтские синие». Позднее использовали полихромную надглазурную роспись.

## История
В XVI веке в долине рек Маас и Рейн уже существовало производство глино-каменных масс. В Италии, в Венеции, с 1470 года делали имитации белого фарфора из молочного стекла, во Флоренции около 1575 года было налажено производство мягкого «фарфора Медичи».
Изделия белого фаянса с росписью синим подглазурным кобальтом «в китайском стиле» во Франции впервые были изготовлены на мануфактурах Невера в Бургундии и его производство продолжалось с 1650 по 1680 год. Производство мягкого «фриттового» фарфора (из кремнезёма, щёлочи, гипса и глины) было налажено на мануфактурах Нормандии.
Однако «китайский секрет» производства настоящего твёрдого белого фарфора ещё не был раскрыт. В этой истории особое место занимает производство фаянсовых изделий в голландском городе Делфте. Другими центрами производства голландской расписной керамики были Амстердам и Харлем. В XVII веке Делфт, связанный речными протоками с Северным морем, переживал «Золотой век», обусловленный подъёмом морской торговли. В городе находилась одна из шести контор Голландской Ост-Индской компании, корабли которой привозили в страну образцы дальневосточных товаров, в том числе сине-белых и полихромных изделий китайского фарфора, ценившихся в буквальном смысле «на вес золота». Своей тонкостью, лёгкостью, белизной и изяществом росписи китайские изделия ошеломили европейцев. Китайский фарфор стал предметом роскоши и коллекционирования европейских монархов. Однако постепенно, к 1640 году ввоз восточного фарфора почти прекратился. И тогда делфтские мастера нашли остроумное решение: они стали копировать, правда, в более грубом материале, китайские изделия.
В Делфте издавна существовало керамическое производство, но делфтским гончарам не хватало белой глины, и они были вынуждены ввозить её, а до 1640 года лишь десять горшечников имели право вступить в гильдию Святого Луки. Подъём производства керамики к тому же был обусловлен ухудшением качества речной воды, использовавшейся на пивоварнях, что привело к закрытию пивоварен и возникновению на их месте гончарных мастерских.
В 1640—1660 годах в городе возникало множество мелких гончарных мастерских, специализировавшихся на выгодном ремесле подражания китайским изделиям. Около 1700 года только в Делфте было тридцать три мастерские. У каждой мастерской была своя марка, установленная городским советом. После 1650 года на изделиях ставили не только городской знак, но и марку отдельного гончара. Технологию двойного глазурования голландские мастера, вероятно, заимствовали у итальянцев, мастеров знаменитой итальянской майолики.

## Произведения
«Живописцы Делфта старательно изображали китайцев и китаянок под зонтиками на фоне мало понятной им архитектуры, дополняя композицию росписи европейским барочным орнаментом, элементами голландского сельского пейзажа, цветами и птицами. Такая причудливая смесь получила название голландско-китайского стиля». Изготавливали вазы, подсвечники, разнообразную посуду, облицовочные плитки. Постепенно появлялись оригинальные формы ваз с ребристой поверхностью, прямоугольных фляг, ваз для тюльпанов с множеством венчиков или сделанных в виде китайских пагод.
Облицовочные плитки — с угловым орнаментом и сельским или морским пейзажем в центре — делали с таким расчётом, чтобы из них можно было выкладывать большие панно. Такие плитки вывозили во многие страны, в том числе и в Россию. Во дворце Меншикова в Санкт-Петербурге сохранилось четыре комнаты, стены и потолки которых покрывают бело-синие расписные плитки (неправильно называемые изразцами). К 1727 году таких комнат было тринадцать. Часть плиток доставили из Делфта, остальные делали на кирпичном заводе в Стрельне и расписывали в мастерских самого Меншикова на Васильевском острове. В отличие от экономных голландцев русские мастера покрывали плитками сплошь потолок и стены. При «ковровой» кладке на пересечении швов возникал дополнительный узор повторяющихся розеток (в некоторых случаях золочёных) или иных угловых элементов. Считается, что такие интерьеры, сверкающие белизной, усиливали светоносность стен и потолков в хмурые петербургские дни. Во время реставрационных работ 1990-х годов многие утраченные плитки были воссозданы мастерами-керамистами, выпускниками отделения художественной керамики ЛВХПУ им. В. И. Мухиной.
Вначале делфтские мастера использовали только подглазурную роспись кобальтом, позднее — надглазурную, и к синей добавили красно-коричневую (из водной окиси железа), жёлтую и зелёную краски. Под влиянием живописи малых голландцев в росписи фаянса появились типично голландские пейзажи с забавными бытовыми сценками. Возникали оригинальные типы изделий — расписные сырные доски или шутливые фигурки голландских коров, расписанные полевыми цветами.
Наиболее известные мастера росписи: Альбрехт Корнелис де Кейзер (его монограмма: АК), А. Кокс, Адриан и Якоб Пейнакеры, Ф. ван Врийтом, работавший в 1658—1673 годы. Однако к концу XVII века искусство делфтских мастеров становится однообразным, а после открытия в 1708 году в Майсене настоящего твёрдого фарфора производство фаянсовых изделий постепенно снижалось.
Голландские мастера стали закрывать свои мастерские, не выдерживая конкуренции с английскими фаянсовыми фабриками, применявшими более дешёвый печатный рисунок вместо ручной росписи. В 1876 году два голландских предпринимателя возродили в Делфте фарфоровое производство, открыв Королевскую мануфактуру делфтского фарфора. Лучшая коллекция делфтских расписных фаянсов собрана в Рейксмюсеуме в Амстердаме. Производство в Делфте существует по настоящее время.
Бело-синяя гамма росписи китайского фарфора, копировавшаяся голландцами, также использовалась в России на фаянсовом заводе, основанном А. Гребенщиковым в 1724 году, а затем в изделиях Гжели.
- Ваза типа «гуань» под Китай. Делфт. 1700-е гг.
- Ваза для тюльпанов
- Изделия делфтского фаянса, имитирующие китайские изделия из фарфора периода Мин
- Тарелка с росписью шинуазри. Ок. 1730 г.
- Ребристая ваза в подражание росписи японского фарфора имари. Ок. 1720 г.
- Фаянсы из Делфта на консоли эпохи Людовика XIV. Дворец Во-ле-Виконт, Франция
- Фаянсовое панно на одной из улиц Делфта
- Вазы с росписью в подражание китайским «розового семейства». 1725-1760